# Portico Quartet
I Portico Quartet sono un gruppo musicale britannico attivo dal 2005 e originario di Londra.

## Storia del gruppo
Il gruppo è nato da due gruppi di amici d'infanzia che si sono incontrati nel 2005 mentre studiavano all'università di Londra: Jack Wyllie (sassofoni e tastiere) e Milo Fitzpatrick (basso elettrico e contrabbasso) di Southampton e Duncan Bellamy (batteria ed elettronica) e Nick Mulvey (hang) di Cambridge. Duncan Bellamy, laureato in belle arti presso la Central Saint Martins, è autore anche delle copertine degli album del gruppo. Il loro nome deriva da uno dei loro primi concerti a Bologna, dove per la pioggia si sono dovuti riparare sotto i portici della città.
Nel 2007 hanno pubblicato per l'etichetta Vortex della Babel Label il loro album di debutto Knee-Deep in the North Sea, nominato per il Premio Mercury del 2008.
Successivamente hanno pubblicato con la Real World Records di Peter Gabriel due album: Isla nel 2009 e Portico Quartet nel 2012.
Nel 2011 Nick Mulvey lasciò il gruppo per intraprendere la carriera di cantautore e venne sostituito da Kier Vine.
Nel 2014 i tre restanti membri fondatori hanno pubblicato con Ninja Tune l'album Living Fields con il nome di Portico.
Successivamente nel 2017 hanno pubblicato come Portico Quartet con la Gondwana Records il loro quarto album in studio Art in the Age of Automation. All'inizio del 2018 la band ha pubblicato un altro album con trecce registrate nelle stesse sessioni di Art in Age of Automation, intitolato Untitled (AITAOA # 2) .

## Stile musicale
Il gruppo esegue principalmente musica strumentale ed è conosciuto in particolare per l'uso dell'hang, uno strumento a percussione di origine svizzera. I generi musicali di riferimento per la band sono il jazz, la musica ambient e la musica elettronica.

## Formazione
Attuale
- Duncan Bellamy - batteria, elettronica
- Milo Fitzpatrick - basso, contrabbasso
- Jack Wylie - sassofono, tastiera
- Keir Vine - tastiera (2011-presente)

Ex membri
- Nick Mulvey - hang (2005-2011)

## Discografia
- 2007 - Knee-Deep in the North Sea (Vortex/Babel Label)
- 2009 - Isla (Real World)
- 2012 - Portico Quartet (Real World)
- 2015 - Living Fields (Ninja Tune; come Portico)
- 2017 - Art in the Age of Automation (Gondwana)
- 2018 - Untitled (AITAOA #2) (Gondwana)
- 2019 - Memory Streams (Gondwana)
- 2021 - Terrain (Gondwana)
- 2021 - Monument